# María Ruiz
Maria Ruiz (Santander, Cantabria, 18 de mayo de 1980) é uma atriz espanhola, conhecida pela sua atuação como "Luli" no filme "O caminho dos ingleses" do diretor e ator Antonio Banderas.
María Ruiz tem participado em vários cortometrajes, como Another Love (2015), produzida por MaskedFrame Pictures (Reino Unido) e dirigida por Victor Pérez (VFX en Los Miserables, Piratas del Caribe, El caballero oscuro), en donde comparte reparto con Nigel Barber (Misión Imposible, Spectre).